# يوبي سوفت بونه
يوبي سوفت بونه (بالإنجليزية: Ubisoft Pune)‏ ، هي شركة هندية لصناعة الألعاب الفيديو، وهي تابعة لشركته الأم يوبي سوفت ، قامت بإنتاج أحد الألعاب الإلكترونية التي تعمل بالأجهزة المنزلية لبلاي ستيشن 3 وإكس بوكس 360.